# Erocha albifera
Erocha albifera är en fjärilsart som beskrevs av William Schaus 1914. Erocha albifera ingår i släktet Erocha och familjen nattflyn. Inga underarter finns listade i Catalogue of Life.